# Liste des cours d'eau de la Slovénie
Liste des fleuves et rivières de Slovénie. 